# Xenomugil thoburni
La lisa agugú (Xenomugil thoburni) es una especie de pez actinopeterigio marino, la única del género monotípico Xenomugil, de la familia de los mugílidos.

## Biología
La longitud máxima descrita fue de 29,5 cm. Son peces ovíparos, los huevos son pelágicos y no adhesivos. Probablemente atrapados incidentalmente con otros mugílidos con los que conviven.

## Distribución y hábitat
Se distribuye por la costa este central del océano Pacífico, especialmente abundante en las islas Galápagos, pero también presente en la costa de América desde la frontera entre México con Guatemala al norte hasta Perú al sur. Habita en aguas tropicales poco profundas, más comúnmente en áreas de desarrollo de manglares y ensenadas poco profundas, a menudo visto raspando algas de rocas de lava o navegando entre algas filamentosas.